# NGC 3808
NGC 3808 este o interacțiune de galaxii situată în constelația Leul. A fost descoperită în 10 aprilie 1785 de către William Herschel. Se află la o distanță de 102,99 megaparseci de Pământ.